# Roter Überriese
Ein Roter Überriese (englisch red super giant, RSG) ist ein sehr ausgedehnter Stern, der am Ende seiner Entwicklung angelangt ist. Er verfügt über eine Oberflächentemperatur von weniger als 4300 K und zeigt die spektralen Eigenschaften von Überriesen mit einer sehr geringen gravitationsbedingten Spektralverschiebung aufgrund ihrer großen Radien. Rote Überriesen gehören zu den seltensten Sternen in einer Galaxie, gehören aber auch zu den absolut hellsten Sternen. Sie lassen sich wegen ihrer enormen Helligkeit auch über intergalaktische Entfernungen mit großen Teleskopen beobachten. Die beiden hellsten Vertreter dieser Sternklasse am Himmel sind Beteigeuze (Orion) und Antares (Skorpion). Aufgrund ihrer hohen scheinbaren Helligkeit kann man bei den beiden Sternen die Farbe des Sternlichts mit bloßem Auge schon als rötlich erkennen.

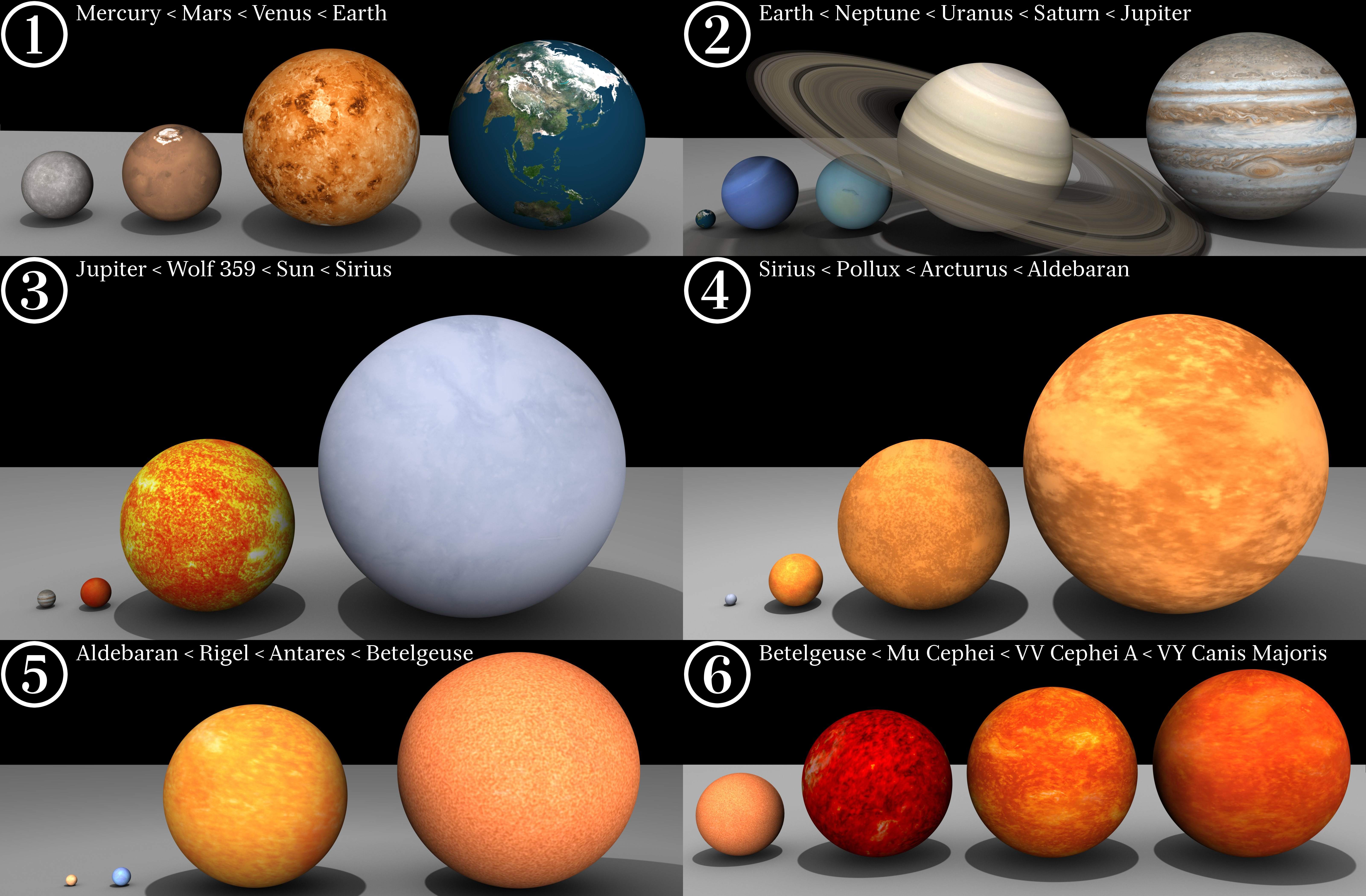
Größenvergleich bekannter Sterne und Planeten. Rote Überriesen finden sich im Bildabschnitt Nr. 5 und Nr. 6.

## Charakteristika
Er ähnelt in seiner Erscheinung einem Roten Riesen, ist jedoch wesentlich größer und massereicher. Ein Überriese kann die 10- bis 40-fache Masse und den über 1500-fachen Radius unserer Sonne erreichen. Die bolometrische Leuchtkraft kann auf bis das über 100.000-fache der Sonnenleuchtkraft anwachsen. Die Oberflächentemperatur liegt zwischen 3450 K und 4300 K und entspricht damit den Spektralklassen spätes K bis M. Die Roten Überriesen reichern durch ihren Sternwind, mit Massenverlustraten von 10−6 bis 10−3 Sonnenmassen pro Jahr, die interstellare Materie mit schweren Elementen an. In dem abfließenden Sternwind bilden sich häufig stellare Maser des OH, H2O und SiO. Aufgrund ihrer kurzen Lebensdauer von wenigen Millionen Jahren gehören die Roten Überriesen zu der jungen Population I. Daneben bilden sich aus dem abfließenden Sternwind Staubhüllen, weshalb diese Sterne einen starken Infrarotexzess zeigen. Die Staubbildung führt zu einer starken Extinktion im optischen und nahen Infrarot um Rote Überriesen. Die Bestimmung der bolometrischen Leuchtkraft ist daher bei dieser Sternklasse häufig mit einem großen Fehler behaftet. Weiterhin ist der Durchmesser des Sternscheibchens größer als die Parallaxe, so dass auch die direkte Entfernungsbestimmung nur ungenau möglich ist: Bei Beteigeuze zum Beispiel als Einzelstern schwanken die Entfernungsangaben zwischen 340 und 650 Lichtjahren, Antares gehört dagegen zur gut bekannten Scorpius-Centaurus-Assoziation: Mithilfe umliegender Sterne kann man seine Entfernung zu ungefähr 610 Lichtjahren angeben.

## Veränderlichkeit
Rote Überriesen gehören zu den veränderlichen Sternen. Sie werden den langsam unregelmäßig veränderlichen Sternen oder den halbregelmäßig veränderlichen Sternen zugeordnet. Die Ursache sind radiale Schwingungen der Atmosphäre der RSG in der Grundschwingung, der ersten oder sogar zweiten Oberschwingung mit Perioden in der Größenordnung von einigen hundert Tagen. Daneben sind Variationen in den Lichtkurven mit Zyklenlängen von bis zu 4000 Tagen nachgewiesen worden, die als lange sekundäre Perioden bezeichnet werden. Ihre Ursache ist bisher nicht verstanden. Zusätzlich zu den regelmäßigen Bestandteilen der Helligkeitsänderungen kann bei Roten Überriesen unregelmäßige Veränderlichkeit auftreten, die durch Konvektionszellen an der Oberfläche der RSG verursacht werden. Die Konvektionszellen können bis zu 20 Prozent der Oberfläche einnehmen. Im nahen Infrarot zeigen die Roten Überriesen eine gute definierte Perioden-Leuchtkraft-Beziehung. Die hohe Leuchtkraft der RSG ermöglicht daher eine Entfernungsbestimmung in einem wesentlich größeren Raum als bei allen anderen pulsierenden Veränderlichen wie zum Beispiel bei den Cepheiden. Die schwankende Helligkeit lässt sich bei Antares und Beteigeuze am Himmel gut verfolgen: Beteigeuze im Orion hat normalerweise eine etwas geringere Helligkeit, als der benachbarte Prokyon, der Stern kann aber auch (selten) die Helligkeit von Rigel bzw. im Minimum wie im Februar 2020 nur die Helligkeit der "Gürtelsterne erreichen". Antares ist normalerweise deutlich der hellste Stern im Skorpion, im Helligkeitsmaximum kann er heller als Altair erscheinen, im Minimum dagegen ist er manchmal nur noch der dritthellste Stern im Sternbild. Neben der Helligkeit sind auch die Spektren von Roten Riesen veränderlich. So wandert HV 11423 in der Kleinen Magellanschen Wolke innerhalb von Monaten zwischen einem frühen K und einem mittleren M-Spektrum hin und her.

## Entwicklung
Nach Ende seines reinen Wasserstoffbrennens sinkt der Strahlungsdruck. Es überwiegen die Gravitationskräfte, die sich in einer Kontraktion des Kerns bemerkbar machen und diesen auf über 100 Mio. Kelvin erhitzen. Bei dieser Temperatur erreicht der Stern das Heliumbrennen in seinem Kern. Der nächste Brennvorgang, das Kohlenstoffbrennen, setzt ab 500 Millionen Kelvin ein. Weitere Sterne ab ~10 Sonnenmassen erreichen das Neonbrennen und darüber hinaus weitere Stufen der Nukleosynthese. Die immer noch vorhandene Wasserstoffbrennzone setzt sich langsam Richtung Sternoberfläche fort.
Durch die Veränderung des inneren Gleichgewichts steigt der Gasdruck im Inneren des Sterns. Dies führt zu einer Ausdehnung der äußeren Gasschichten, die dabei abkühlen und Licht überwiegend im rötlichen Spektralbereich abstrahlen. Die Ausdehnung erreicht ihr Maximum, wenn der Stern sein inneres Gleichgewicht gefunden hat. Diese kann bis zum über tausendfachen Radius unserer Sonne reichen. Zum Vergleich: In unserem Sonnensystem würde dies in etwa der Jupiterumlaufbahn entsprechen, also ungefähr dem 5,2-fachen der Erdbahn.
Bis der Stern im Hertzsprung-Russell-Diagramm (kurz HRD) den Überriesen-Bereich erreicht, verliert er etwa 25 % bis 33 % (empirisch unsicherer Parameter) seiner Masse. Dies ist der Punkt, bei dem die meisten Riesen im HRD nach unten abfallen und es nicht zum Überriesen schaffen.
Ein sehr massereicher Stern wandert sogar mehrfach horizontal durch das HRD, wird dabei zum Roten Überriesen und wandert eventuell wieder zurück. Der genaue Entwicklungsverlauf und die Massengrenzen sind stark abhängig von der chemischen Zusammensetzung des Sterns sowie dem Massenverlust durch Sternwinde. Bei diesen Masseauswürfen verliert der Stern unter Umständen erheblich an Masse durch Episoden mit starkem Sternwind.
Ein Teil der Roten Überriesen entwickeln sich zu Supernovae vom Typ IIP (Plateau). Diese Kernkollaps-Supernovae entstehen, wenn im Kern des Sterns kein Brennstoff mehr für thermonukleare Reaktionen, bei denen Energie frei wird, zur Verfügung steht und der Entartungsdruck nicht mehr einen gravitativen Kollaps verhindern kann. Dieses Szenario wird durch zahlreiche Supernovae vom Typ IIP in nahen Galaxien unterstützt, wo der vorher nachgewiesene Rote Überriese nach der Kernkollaps-Supernova nicht mehr beobachtet werden konnte. Auch die Wechselwirkung der Supernovaejekta mit dem Sternwind des Roten Überriesens unterstützt diese Interpretation. Das Ergebnis einer solchen Supernova ist ein Neutronenstern oder Schwarzes Loch. Die anderen Roten Überriesen wandern aufgrund starker Masseverluste wieder zurück in den blauen Teil des HRDs und explodieren als Supernova vom Typ Ib oder Ic, während sie sich in der Phase eines Wolf-Rayet-Sterns befinden.
Die Entwicklungswege für nicht rotierende, nicht magnetische Sterne mit solarer Metallizität zeigt folgende Tabelle, wobei sich die Entwicklungswege durch Massenaustausch in Doppelsternsystemen erheblich verändern können:
| M☉    | Entwicklungsweg                                                              |
| ----- | ---------------------------------------------------------------------------- |
| 30–40 | O-Stern → Blauer Überriese → Roter Überriese → WNe → WCe → SN Ibc            |
| 25–30 | O-Stern → Blauer Überriese → Roter Überriese → Gelber Hyperriese → SN II-l/b |
| 10–25 | O-Stern → Roter Überriese → Cepheiden → SN IIP                               |

## Zirkumstellare Hüllen

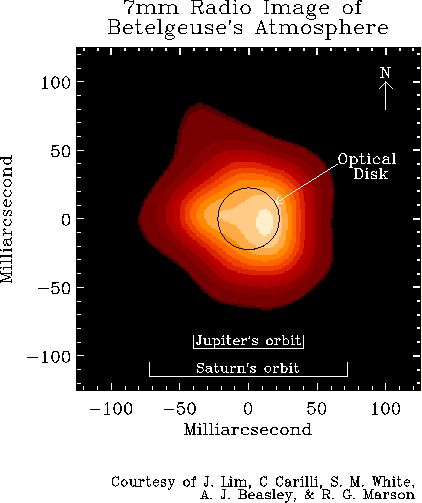
Radioastronomische Aufnahme der zirkumstellaren Hülle um Beteigeuze bei einer Wellenlänge von 7 mm

Durch starke veränderliche Sternwinde können Rote Überriesen bis zu 50 % ihrer ehemaligen Hauptreihenmasse verlieren. Dabei schwankt die Massenverlustrate zwischen 10−3 Sonnenmassen pro Jahr in einigen Ausbrüchen und kann bis auf Werte von 10−7 MSonne abfallen. Der hohe Massenverlust sollte aufgrund theoretischer Überlegungen eine Folge von hohem Strahlungsdruck in Kombination mit atmosphärischer Aktivität sein. Im Radiobereich sind um Rote Überriesen Linien des Kohlenmonoxids, Wassers, Ammoniaks, Schwefelwasserstoffs, Siliziumoxids und des Hydroxyls nachgewiesen worden. Mit der gemessenen Ausströmgeschwindigkeit und der radialen Verteilung um die Sterne kann der Sternwind der letzten tausend Jahre bei den Überriesen rekonstruiert werden. Die Abströmgeschwindigkeiten liegen dabei in der Größenordnung von einigen dutzend Kilometern pro Sekunde und die typische Temperatur des Gases in der zirkumstellaren Hülle zwischen 300 und 700 K. Mit den hohen Massenverlustraten zählen die Roten Überriesen mit zu den wichtigen Quellen, die die interstellare Materie mit schweren Elementen anreichern.

## Beispiele
Beteigeuze (im Orion) und Antares A (im Skorpion) sind die beiden hellsten und bekanntesten Roten Überriesen am irdischen Sternhimmel, sind aber beide nur "durchschnittliche Vertreter" dieser Sternklasse. Einer der bislang größten bekannten Sterne WOH G64 hat ungefähr den 2000-fachen Durchmesser unserer Sonne.
| Name                | Masse    | Radius       | Leuchtkraft        | Scheinbare Helligkeit  |
| ------------------- | -------- | ------------ | ------------------ | ---------------------- |
| Antares (α Sco A)   | 15–18 M☉ | 820 R☉       | 90.000 L☉          | ~0,96m (0,6m bis 1,9m) |
| Beteigeuze (α Ori)  | 20 M☉    | 1000–950 R☉  | 135.000 L☉         | ~0,50m (0,0m bis 1,6m) |
| Granatstern (μ Cep) | 25 M☉    | 1420 R☉      | 350.000 L☉         | 3,7 bis 5,0m           |
| 119 Tauri           | 15–18 M☉ | 600 R☉       | 50.000 L☉          | 4,4m                   |
| VV Cephei A         | 25–40 M☉ | 1900–1600 R☉ | 275.000–575.000 L☉ | 4,9m                   |